# أديتينغي
أديتينغي (بالإنجليزية: Aditinggi)‏ هو رب البراكين في الأساطير الإندونيسية. وتحديدًا، هو إله أحد البراكين في جزيرة سياو، ويرتبط ببركان كارانجتانغ الواقع على الجانب الشمالي من سياو. كان أديتينغي هو الاسم الأصلي لبركان كارانجتانغ.

## اعتقادات وأساطير
هناك تقليد شفهي ينص على أنه كانت هناك ذات يوم أرض تسمى ألامينا بين جزر باكان وجزيرة مينداناو، وقاد سكان هذه الجزيرة أمبوانغ تاتو، رئيس كهنتهم الأعلى. في أحد الأيام، استحوذ روح أديتينغي على الكاهن الأعلى، وجعله يتسلق جبل كارانجتانغ حتى قمته؛ لكي ينفذ إرادته بأن يُدمر جميع العصاة والخطاة من أهل أرض ألامينا، وهذا ما حصل بالفعل، فقد ثار البركان وأتى على كل شيء.
هناك اعتقاد ينص على أنَّ أرواح الشخصيات والأبطال المبرزين ستدخل إلى مملكة أديتينغي بعد الموت. ويُذكر بأنه في كل عامٍ كان يُضحى بطفلٍ لأديتينغي؛ لكي لا يتسبب بثوران أحد البراكين.